# Polycentropus intricatus
Polycentropus intricatus là một loài Trichoptera trong họ Polycentropodidae. Chúng phân bố ở miền Cổ bắc.